# Arpe e lire di Ur

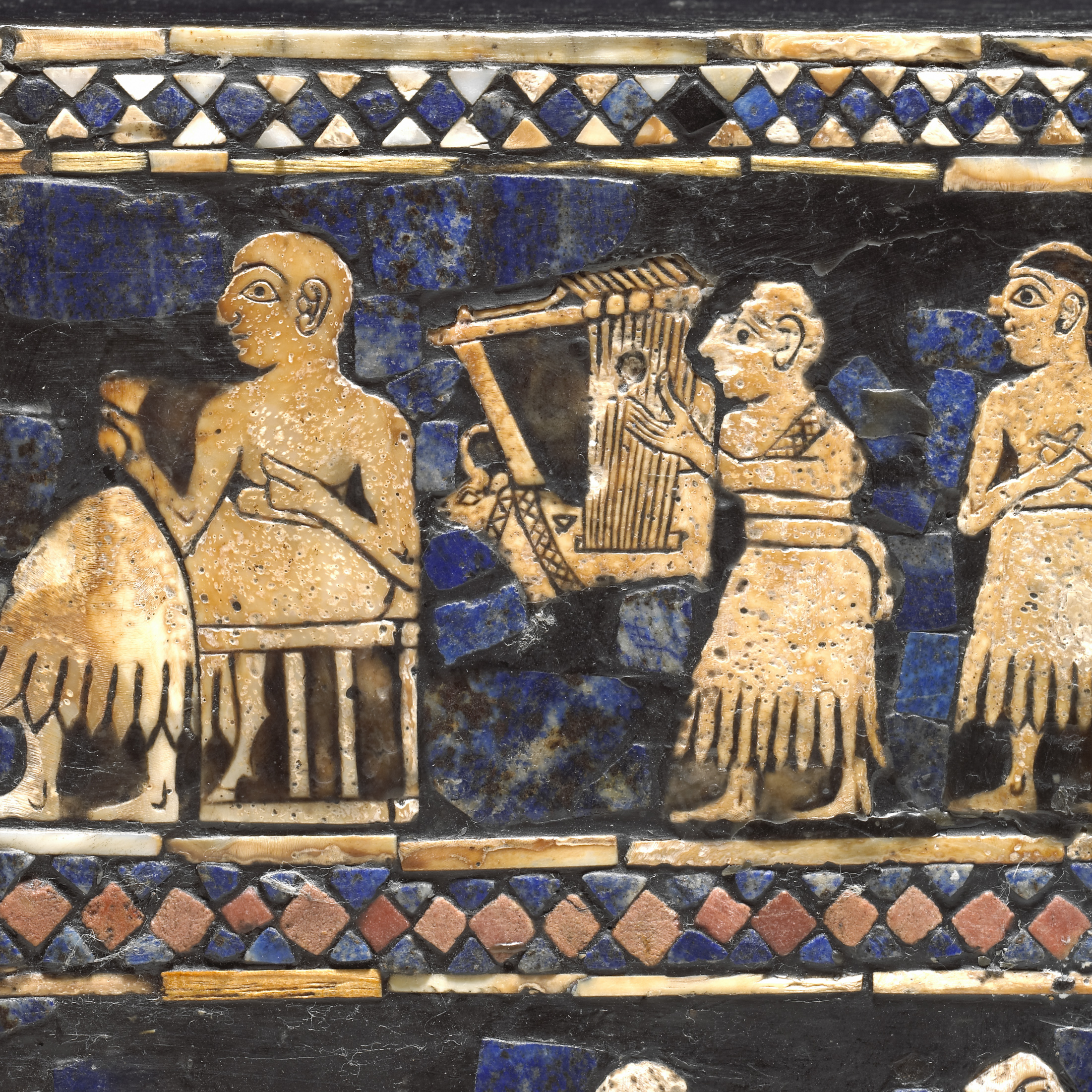
Lira di Ur

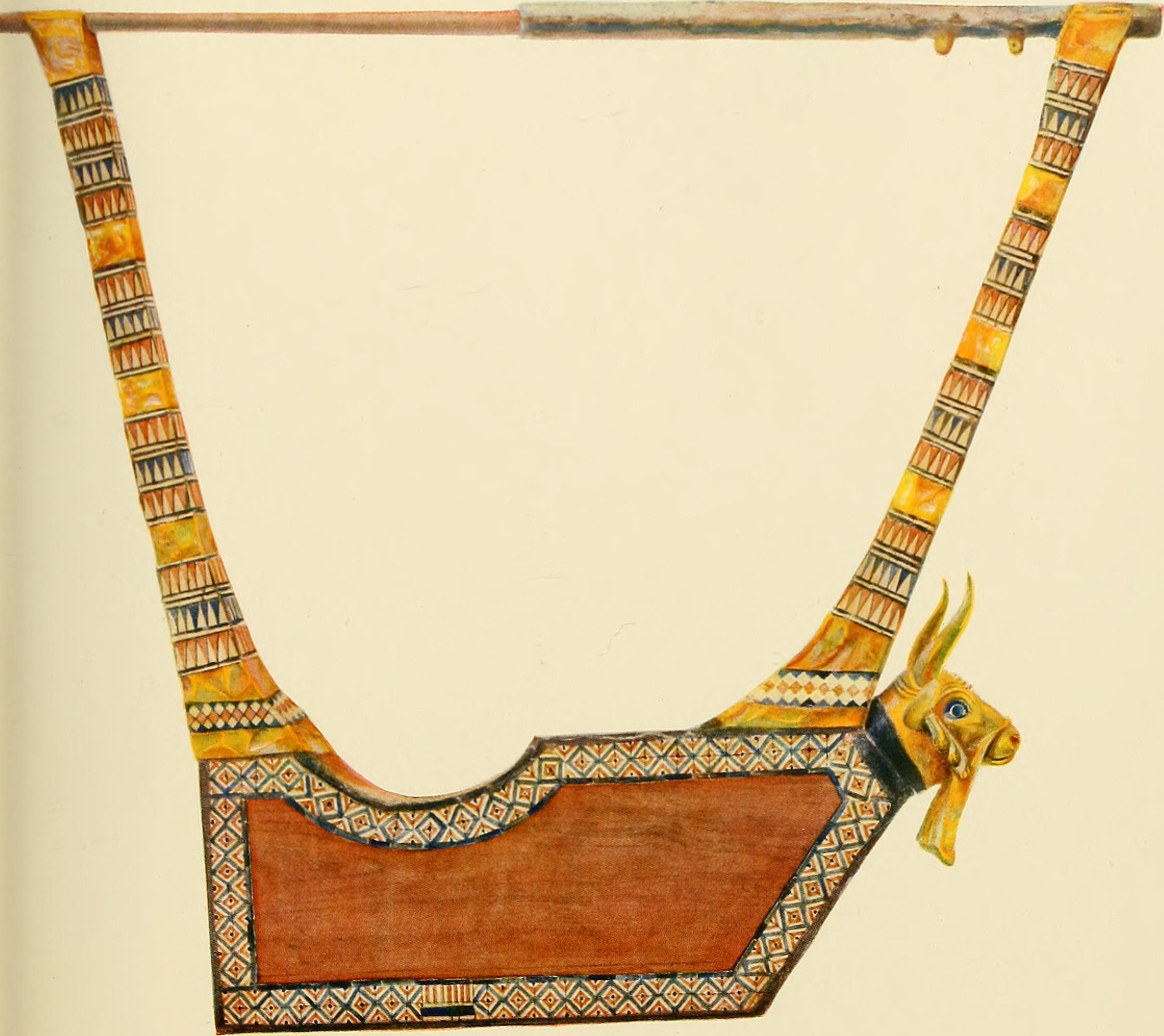
Arpa dorata di Ur

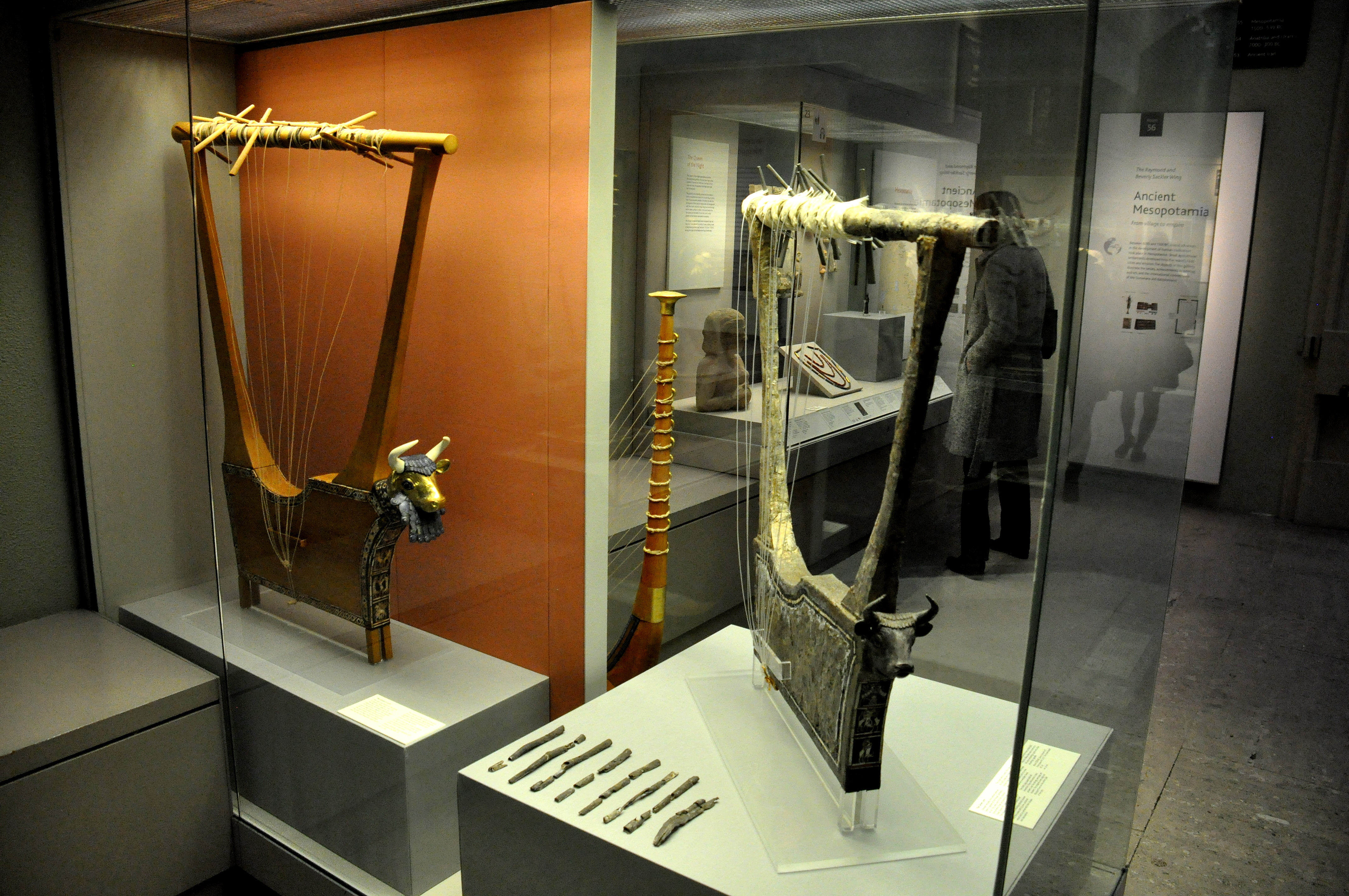
La lira della Regina e una lira d'argento, conservate al British Museum di Londra

Le arpe e le lire di Ur sono un gruppo di strumenti musicali a corda risalenti a circa 2.500 anni prima di Cristo e rinvenuti nel 1929 durante gli scavi condotti nell'antica città sumerica di Ur, nell'odierno Iraq, dall'archeologo Leonard Woolley. Si tratta dei più antichi cordofoni di cui si abbia testimonianza.
Gli strumenti, ricostruiti, sono conservati in tre diversi musei, il museo nazionale iracheno di Baghdad, il British Museum di Londra e l' University of Pennsylvania Museum of Archaeology and Anthropology.

## Storia

### La scoperta
I reperti, tre lire e un'arpa, furono rinvenuti durante gli scavi nelle tombe di Ur condotti tra il 1922 e il 1934 da un gruppo di archeologi provenienti dal British Museum e dal Museo della Pennsylvania.
La scoperta degli strumenti musicali fu fatta nel 1929.  I resti degli strumenti si trovavano mescolati con i corpi sepolti nelle tombe.
Leonard Woolley, che diresse gli scavi, commentò la scoperta con le seguenti parole:
(Leonard Woolley)

### Distruzione e ricostruzione della lira dorata
Nell'aprile del 2003, uno di questi strumenti, la lira dorata di Ur, che era conservata nel museo nazionale di Baghdad, fu gravemente danneggiata da alcuni vandali durante il conflitto in Iraq.
Il materiale fu però recuperato nell'estate successiva e restaurato a partire dall'autunno dello stesso anno: i lavori di restauro furono diretti da Andy Lowings. La ricostruzione costò 25.000 sterline.

## Gli strumenti

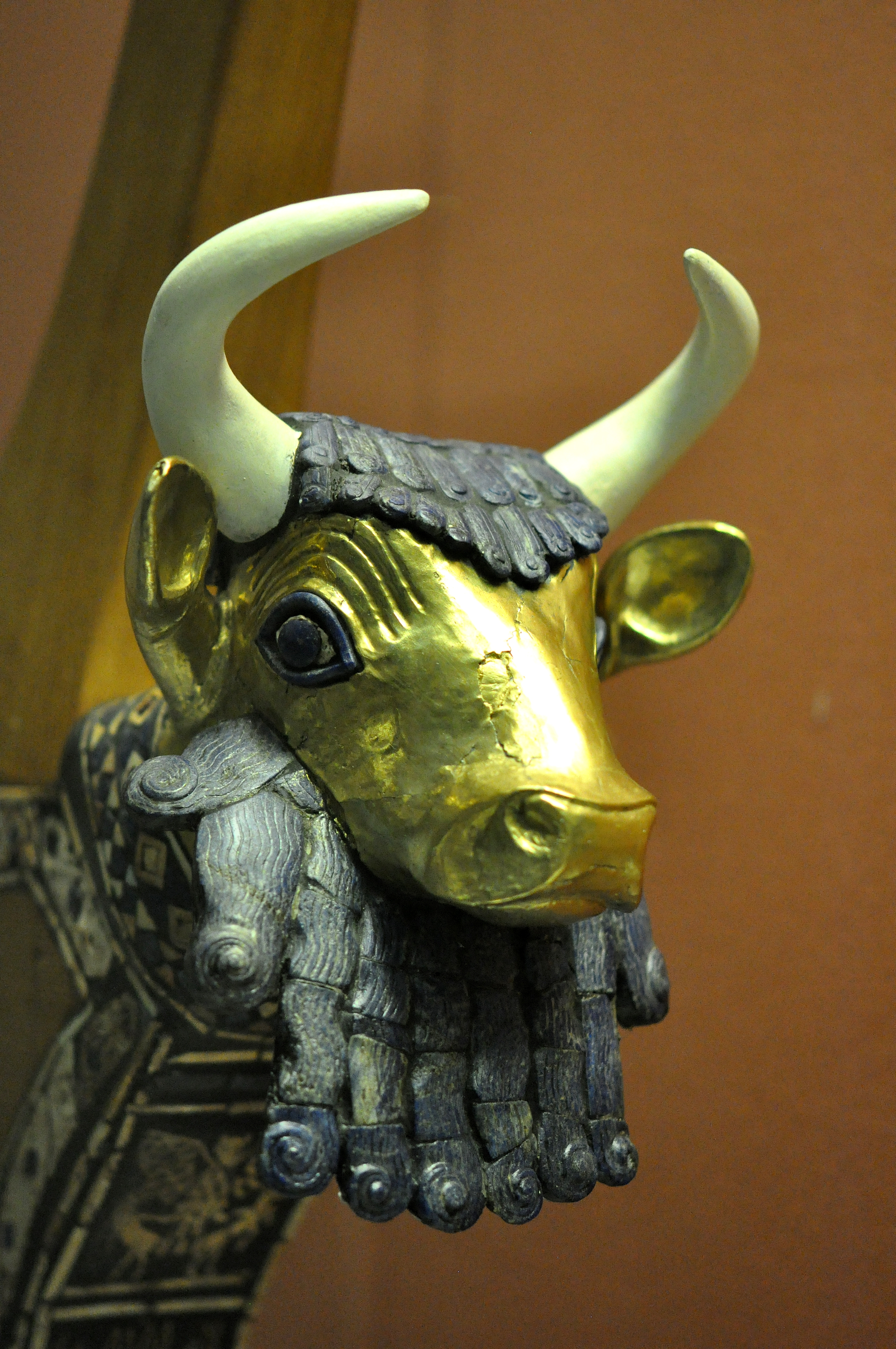
Decorazione della lira della Regina

### Lira o arpa dorata di Ur
La lira o arpa dorata di Ur, conservata nel museo nazionale di Baghdad, è formata dai seguenti materiali: oro, lapislazzuli e conchiglie ed è decorata con una testa di toro.
È conservata al Museo nazionale iracheno di Baghdad (v. anche sezione "Storia").

### Lira della regina
La lira della regina fu rinvenuta nella tomba della regina Puabi.
Alta 112 cm, presenta una cassa decorata con lapislazzuli, conchiglie e calcare rosso.
È conservata al British Museum.

### Lire d'argento
Nella Grande Tomba, furono rinvenute due lire d'argento.
Una di queste è alta 106 cm e lunga 97 cm. È decorata con una testa di toro con occhi in lapislazzuli e conchiglie.
Una delle due lire d'argento è conservata al British Museum di Londra, l'altra allo University of Pennsylvania Museum of Archaeology and Anthropology.